# Граф Йорк
Граф Йорк или граф Йоркшир (англ. Earl of York) — средневековый дворянский титул, существовавший непродолжительное время в середине XII века в системе титулов Англии. Титул был учреждён в 1138 году королём Стефаном Блуаским для Вильгельма Омальского, крупного йоркширского землевладельца и одного из главных сторонников Стефана в период гражданской войны в Англии 1135—1154 годов. Возведение Вильгельма Омальского в титул графа Йорка было, очевидно, связано с его победой над шотландскими войсками в битве Штандартов 22 августа 1138 года. Генрих II Плантагенет, вступивший на английский престол в 1154 году, отказался признать Вильгельма графом Йорка, в результате чего титул перестал существовать. Впоследствии он никогда больше не учреждался. В 1378 году в систему титулов Англии был введён титул герцога Йоркского, предоставляемый младшим сыновьям правящих монархов, который существует до настоящего времени.
Титул графа Йорка иногда используется в отношении элдорменов южной части Нортумбрии англосаксонского периода, то есть территории, примерно соответствующей королевству Йорвик, государственному образованию норвежских викингов 876—954 гг. Эпизодически графами Йорка именуют также англо-датских эрлов Нортумбрии 1006—1066 гг. В частности, титул эрла (ярла, графа) Йорка, вероятно, использовали следующие представители англосаксонской аристократии:
- Ослак, выходец из Мерсии, назначен элдорменом Йорка королём Эдгаром в 966 году, смещён в 975 году;
- Торед, элдормен Йорка или Дейры в 975—979 (?) годах при короле Эдуарде Мученике, отец Эльфгифу — супруги Этельреда II;
- Элфгельм, элдормен Йорка до 1006 года;
- Ухтред, представитель древнего англосаксонского рода из Бамборо, элдормен Йорка и эрл Нортумбрии с 1006 по 1016 год, убит по приказу Кнуда Великого после завоевания Англии датчанами;
- Эйрик, сын Хакона Могучего (957—1024), бывший правитель Норвегии, эрл Нортумбрии (1016—1023) при Кнуде Великом;
- Сивард (ум. 1055), эрл Нортумбрии (1031—1055);
- Тостиг (ум. 1066), эрл Нортумбрии (1055—1065);
- Моркар (ум. 1071), эрл Нортумбрии (1065—1066).

В начале 1190-х годов английский король Ричард Львиное сердце планировал предоставить титул графа Йорка своему союзнику Оттону Брауншвейгскому, впоследствии императору Священной Римской империи. Это, однако, не было осуществлено, а вместо титула графа Йорка Оттон в 1196 году получил титул графа Пуату.